# Bolívia
|  | Per a altres significats, vegeu «Bolivia». |

Bolívia (en castellà, Bolivia), oficialment l'Estat Plurinacional de Bolívia (quítxua: Bulibiya Suyu, aimara: Bulibiya o Buliwya, guaraní: Tetã Volívia) —en castellà i oficialment, Estado Plurinacional de Bolivia (anomenat fins al 2009 República de Bolívia)—, és un dels dos únics estats de l'Amèrica del Sud sense sortida a l'oceà, i a més és una de les regions més altes del món. Limita al nord i a l'est amb les regions més selvàtiques del Brasil; al sud, amb el Paraguai i l'Argentina; al sud-oest, amb Xile; i a l'oest, amb el Perú. La capital oficial i seu del poder judicial és Sucre i la seu del govern (poder executiu i legislatiu) és La Paz.
Amb 9 947 418 habitants, Bolívia té força població indígena (d'un 56% a un 70% segons dades del 2001) i la Nova constitució política de Bolívia (2007-2009) estableix reivindicacions territorials amb Xile per la franja d'Arica, que li permetria la sortida a l'oceà Pacífic, en referència al territori cedit per Perú i Bolívia a Xile a la fi de la Guerra del Pacífic.
Bolívia és un país multicultural amb molta riquesa cultural, natural i arqueològica. És el bressol de la cultura Tiwanaku, que va aportar els seus coneixements avançats en un munt de matèries al posterior Imperi Inca.
Té una superfície d'1 098 581 km², la qual cosa en fa el cinquè país més gran de l'Amèrica del Sud després del Brasil, l'Argentina, el Perú i Colòmbia. Políticament, Bolívia es constitueix com un estat pluricultural, descentralitzat i amb autonomies. Es divideix en nou departaments. La ciutat de Sucre és la capital i seu de l'òrgan judicial, mentre que la ciutat de La Paz és la seu dels òrgans executiu, legislatiu i electoral.
Al territori bolivià es van desenvolupar civilitzacions antigues. Els imperis inca i espanyol van conquerir el territori fins que el país es va independitzar d'aquest últim el 1825. Bolívia, en haver heretat les tradicions del mestissatge colonial i les cultures precolombines, és un país multiètnic i pluricultural, ric en la barreja de tradicions i folclore d'habitants mestissos, indígenes colles, iungas i guaranís, blancs descendents de criolls, afrobolivians, i en una menor proporció, d'emigrants europeus i asiàtics.

## Toponímia
El nom Bolívia és una derivació de Bolívar. Després de la proclamació de la independència de l'Imperi Espanyol el 6 d'agost de 1825, l'Assemblea Deliberant va aprovar l'11 del mateix mes la llei de Premis i Honors als Llibertadors. El primer article d'aquesta llei assenyalava que el nou estat rebria el nom de "República de Bolívar". Mesos després, el nom va ser modificat, sense una resolució de l'Assemblea Deliberant, en acceptar l'argument proposat pel diputat de Potosí, el prevere Manuel Martín Cruz, que va dir el següent: "Si de Ròmul, Roma; de Bolívar, Bolívia". La nova República va adoptar oficialment el nom de Bolívia el 3 d'octubre de 1825.

## Història

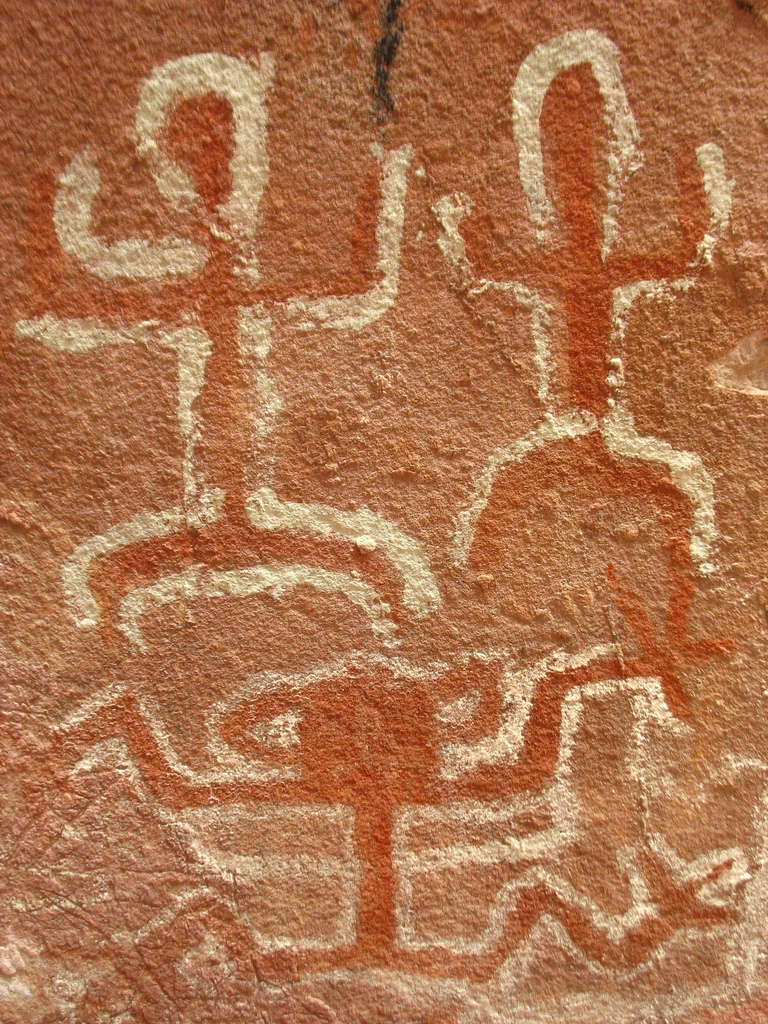
Pintura rupestre d'Incamachay (2.000 anys d'antiguitat), Chuquisaca.

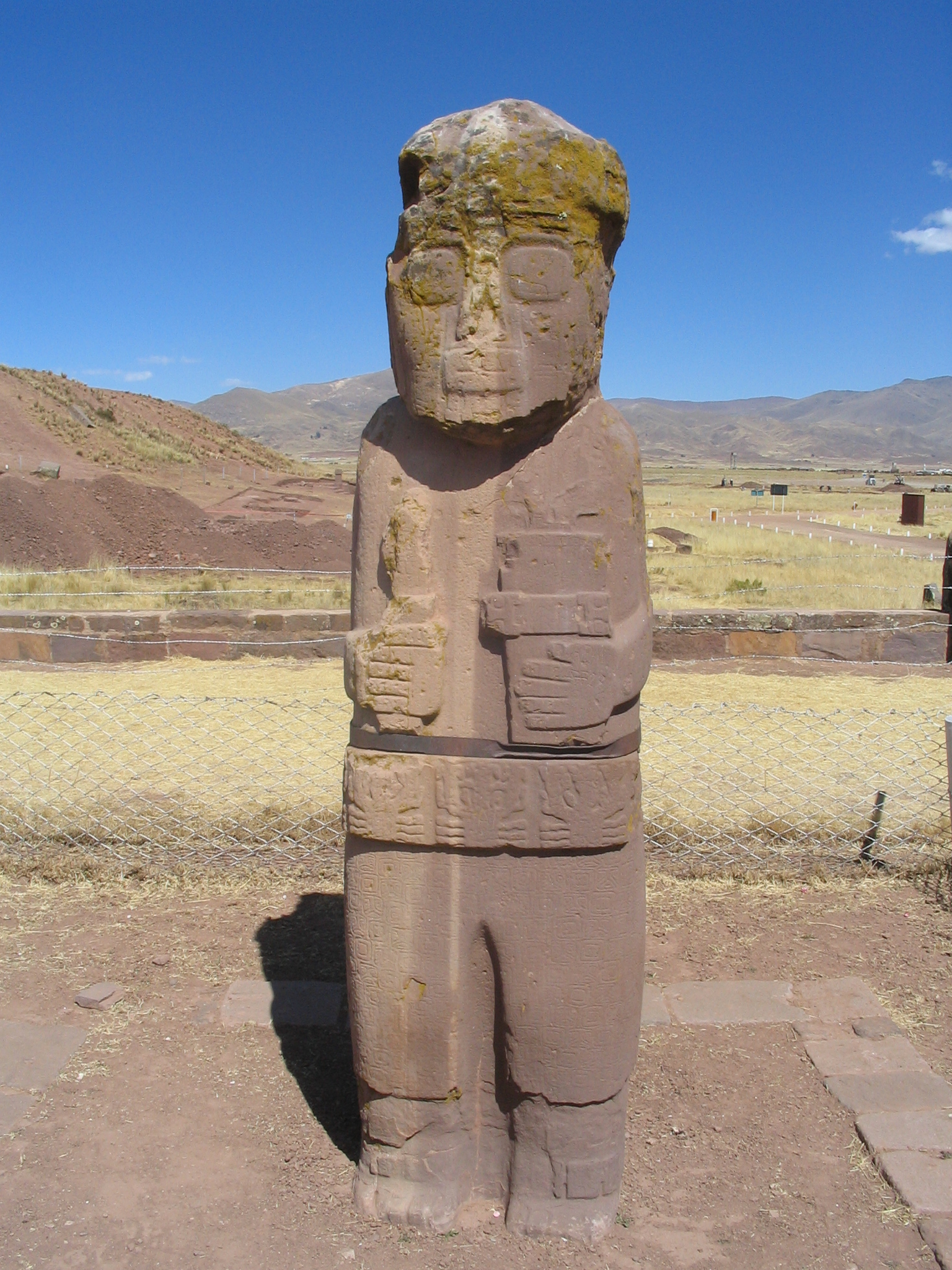
Monòlit "El Fraile" de l'antiga civilització Tiwanaku

El territori bolivià està habitat des de fa més de 12.000 anys. Al lloc es van formar múltiples cultures, majorment als Andes, destacant especialment la cultura Tiwanaku i els regnes aimara posteriors a l'expansió wari. Aquests regnes al seu torn van ser annexats a l'Imperi Inca el segle xiii.
La cultura Tiwanaku, es va desenvolupar a l'entorn del centre cerimonial homònim pròxim al llac Titicaca. La seva fundació probablement es va dur a terme abans de l'any 300. Posteriorment la cultura inca va establir un vast imperi al segle xv, poc abans de l'arribada dels espanyols. Durant aquell segle, Bolívia estava ocupada per diversos grups de llengua aimara (collas, pacajes, lupacas, omasuyos), entre els quals destacaven els collas, que van dominar un vast territori i van lluitar amb els quítxues de Cusco (Cuzco) pel control de la regió. Els collas van ser derrotats per l'inca Pachacuti, que es va apoderar de gairebé tot l'altiplà bolivià. Bolívia va constituir durant gairebé un segle una de les quatre grans divisions del Tahuantinsuyo (Imperi Inca) sota el nom de Collasuyo. Aquestes antigues civilitzacions han deixat grans monuments arquitectònics i en l'actualitat les llengües aimara i quítxua són les més importants del país.
El primer europeu a arribar a l'actual territori de Bolívia va ser Diego de Almagro el 1535, després de partir de Cuzco amb la finalitat de conquerir Xile. Mort Almagro, Francisco Pizarro va enviar el seu germà Gonzalo a colonitzar la província del Collao (Collasuyo). Pedro de Anzúrez va fundar Chuquisaca (actual Sucre) el 1538, Potosí va sorgir el 1546, La Paz el 1548 i Cochabamba el 1574.
La fundació espanyola es va caracteritzar per presentar una base miner-agrícola. La ciutat de Potosí, la més poblada d'Amèrica el 1574 (120.000 habitants), es va convertir en un gran centre miner per l'explotació de les mines de plata del Cerro Rico de Potosí i el 1611 era la major productora de plata del món. Carles V del Sacre Imperi Romanogermànic havia atorgat a aquesta ciutat el títol de vila imperial després de la seva fundació.
Les revoltes de les ciutats de Chuquisaca (actual Sucre) i La Paz de 1809 van ser el punt d'arrencada de les guerres d'independència hispanoamericanes. Des del 1811, a partir de la revolució de maig esdevinguda a la ciutat de Buenos Aires el 1810 es van succeir fins al 1820 3 expedicions auxiliars argentines incloent la d'Ignacio Warnes a Santa Cruz de la Sierra, malgrat això i malgrat els esforços de les repúbliques, (sent la més reeixida en aquest sentit la Republiqueta d'Ayopaya), els reialistes van disputar tenaçment el control fins a la mort de Pedro de Olañeta (nomenat últim virrei). El país es va declarar independent el 6 d'agost mitjançant l'Assemblea General de Diputats de les Províncies de l'Alt Perú l'any 1825 amb el nom de República de Bolívar que va ser canviat per República de Bolívia independitzant-se del Perú. El 1826 el llibertador Simón Bolívar va atorgar al país la primera Constitució, que va ser aprovada pel Congrés de Chuquisaca. Posteriorment, Antonio José de Sucre, Gran Mariscal d'Ayacucho, va ser elegit president de la República de Bolívia.
Des de la seva emancipació, Bolívia es va submergir en un estat crònic de revolucions i guerres civils. Els primers 50 anys de la República es van caracteritzar per la inestabilitat política i per constants amenaces externes que posaven en risc la seva independència, sobirania i integritat territorial. El 1825 l'Imperi del Brasil va envair l'orient del país, ocupant la província de Chiquitos. En aquest llavors, el Mariscal Antonio José de Sucre va enviar un ultimàtum, amenaçant d'enviar a l'Exèrcit Unit Libertador del Perú a expulsar els invasors. La província va ser evacuada pels brasilers. Posteriorment, es produeix la invasió de tropes peruanes de 1828, liderades per Agustín Gamarra i el seu objectiu principal era forçar la sortida de les tropes de la Gran Colòmbia. El conflicte va concloure amb el Tractat de Piquiza i la retirada peruana de sòl bolivià després d'aconseguir la renúncia del president Sucre i la instauració d'un govern sense influència bolivariana.

## Política i govern
| Seus dels òrgans de l'Estat Bolivià                  |
| Palau de Govern, La Paz. Seu del Poder Executiu.     |
| Palau Legislatiu, La Paz. Seu del Parlament.         |
| Palau de la Justícia, Sucre. Seu del Poder Judicial. |

És un país republicà, unitari i presidencialista. El president hi és elegit per sufragi universal directe i obligatori per a un període de cinc anys. Però si cap candidat no obté la majoria absoluta, és el Congrés Nacional el que l'ha d'elegir entre els tres més votats.

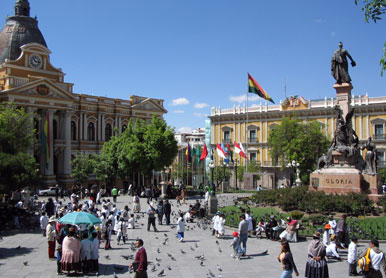
Edifici del govern del Congrés Nacional de Bolívia a la Plaza Murillo, centre de La Paz.

Bolívia ha estat governada per presidents elegits de forma democràtica des de 1982, quan una onada de cops militars van donar pas a un règim democràtic. Els presidents Hernán Siles Zuazo (1982–85) i Víctor Paz Estenssoro (1985–89) van començar una tradició de cedir el poder de forma pacífica, la qual ha continuat des d'aquell llavors, tot i que dos presidents no van seguir el protocol establert: Gonzalo Sánchez de Lozada el 2003 i Carlos Mesa el 2005. La democràcia multipartidista de Bolívia ha vist una gran quantitat de partits polítics a la presidència i al parlament, tot i que el Moviment Nacionalista Revolucionari, l'Acció Democràtica Nacional i el Moviment Revolucionari d'Esquerra han estat els protagonistes de la vida política del país entre 1985 i 2005. L'actual president és Evo Morales, el primer indígena bolivià en ocupar el càrrec de cap d'estat. El Moviment pel Socialisme – Instrument Polític per a la Sobirania dels Pobles de Morales va ser el primer partit a guanyar per majoria absoluta en quatre dècades, tant el 2005 com el 2009.
La Constitució de Bolívia, escrita entre 2006-07 i aprovada 2009, estableix quatre poders: executiu, legislatiu, judicial i electoral, així com altres nivells d'autonomia. La branca executiva ha estat la més forta tradicionalment, mentre que la legislativa es limita a debatre i aprovar les lleis proposades per l'executiu. El judicial, mentrestant, està compost per la Suprema Cort de Justícia i per corts departamentals i de menor nivell. No gaudeix de bona reputació, ja que tradicionalment ha estat associada a casos de corrupció. Amb les revisions dutes a terme a la Constitució de 1994, el govern bolivià ha iniciat reformes importants en el sistema judicial i també ha donat més autonomia i poder de decisió als diferents departaments, municipis i territoris indígenes del país.
El president Gonzalo Sánchez de Lozada va dimitir del càrrec l'octubre de 2003 i va ser substituït pel vicepresident Carlos Mesa fins que el Tribunal Suprem de justícia el va substituir per Eduardo Rodríguez el juny del 2005. Sis mesos després a les eleccions generals del 18 de desembre de 2005, va ser elegit president el líder indígena socialista Evo Morales que va assumir el comandament el 22 de gener de 2006. L'any 2007 es va redactar la nova constitució boliviana.

### Divisió de poders
La Constitució Política de l'Estat de 2009 estableix la divisió de poders en quatre òrgans de govern:
Òrgan ExecutiuCompost pel President (Cap d'estat), el Vicepresident i els Ministres d'estat. El President i el Vicepresident són elegits per sufragi universal i tenen un període de mandat de cinc anys. Tots dos poden ser reelegits per una sola vegada.
Òrgan LegislatiuL'Assemblea Legislativa Plurinacional és presidida pel Vicepresident d'Estat. Està composta per dues cambres: la Cambra de Senadors amb 36 membres (quatre representants de cada departament) i la Cambra de Diputats amb 130 membres (la meitat elegida per votació directa i l'altra meitat elegida de manera indirecta a la llista encapçalada pel candidat a President). La seva facultat és la d'aprovar i sancionar lleis. La Constitució preveu diputacions especials per als pobles indígenes.
Òrgan JudicialFormat pel Tribunal Suprem de Justícia (màxima instància de jurisdicció ordinària), Tribunals, Jutjats i el Consell de la Magistratura. La justícia és impartida en dos tipus de jurisdiccions: ordinària i indígena originària camperola. La justícia constitucional s'exerceix pel Tribunal Constitucional.
Òrgan ElectoralCompost pel Tribunal Suprem Electoral (màxima instància formada per set membres elegits per l'Assemblea Legislativa Plurinacional), Tribunals Departamentals, Jutjats Electorals, Jutjats de Mesa i Notaris Electorals.

### Relacions exteriors

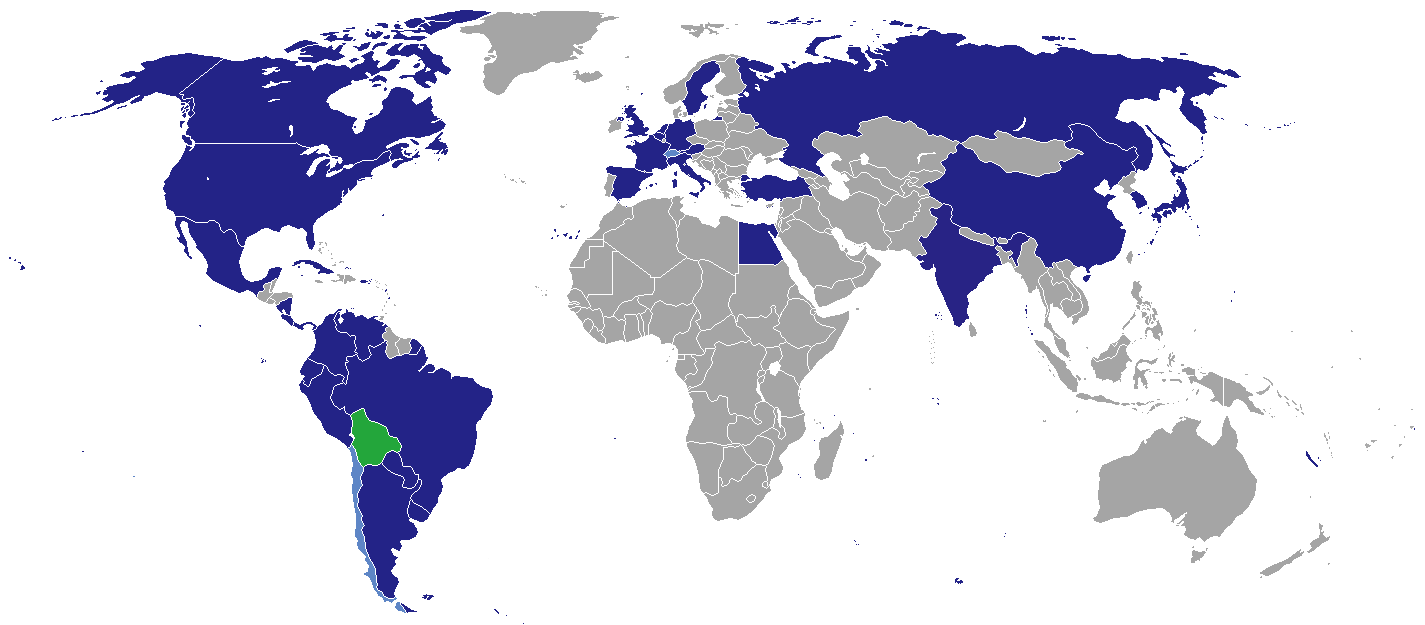
Països on Bolívia manté missions diplomàtiques:
Bolívia.
Ambaixades.
Consolats Generals.

La política exterior de Bolívia reflecteix una marcada tendència cap al compliment de les metes del mil·lenni, com el desenvolupament social i la lluita contra la pobresa. La recerca de cooperació externa, la captació d'inversió estrangera directa per modernitzar les institucions i millorar la infraestructura.
La Constitució boliviana de 2009 estableix que Bolívia és un estat pacifista que promou la cultura de la pau, la cooperació entre pobles i el rebuig a la guerra com a instrument de solució de conflictes. Es prohibeix la instal·lació de bases militars estrangeres al seu territori.
Bolívia és membre de l'ONU i d'altres organismes internacionals com el Moviment de Països No Alineats, la UIP i l'OMC.
Pel que fa a la integració regional, Bolívia és membre ple de l'OEA, de la Comunitat Andina de Nacions (CA), la Unasur i estat associat del Mercosur. En matèria d'integració energètica i física, el país aspira convertir-se en un dels principals centres energètics de l'Amèrica del Sud. El país és membre d'altres organismes de cooperació regionals com l'ALADI, el Tractat de Rio, el Grup de Rio, el pacte Amazònic, l'ALBA-TCP, el BID i la CAF.

## Subdivisió administrativa
Bolívia es divideix en nou departaments, o departamentos. Cada departament es divideix en províncies, o provincias.
| Divisió territorial de Bolivia |                   |            |                  |          |                                                                 |                         |
| |                   |            |                  |          |                                                                 |                         |
| Departament | Abreviatura (ISO) | Població   | Superfície (km²) | Densitat | Capital                                                         | Departaments de Bolívia |
| Bolívia | BO                | 10.027.644 | 1.098.581        | 9,1      | Sucre (Constitucional) Nuestra Señora de La Paz (Seu de Govern) | Departaments de Bolívia |
| El Beni | BO-B              | 430.049    | 213.564          | 1,9      | Trinidad                                                        | Departaments de Bolívia |
| Chuquisaca | BO-H              | 631.062    | 51.524           | 11,9     | Sucre                                                           | Departaments de Bolívia |
| Cochabamba | BO-C              | 1.786.040  | 55.631           | 22,7     | Ciutat de Cochabamba                                            | Departaments de Bolívia |
| La Paz | BO-L              | 2.756.989  | 133.985          | 19,9     | Nuestra Señora de La Paz                                        | Departaments de Bolívia |
| Oruro | BO-O              | 444.093    | 53.558           | 8,2      | Ciutat d'Oruro                                                  | Departaments de Bolívia |
| Pando | BO-N              | 75.335     | 63.827           | 1,1      | Cobija                                                          | Departaments de Bolívia |
| Potosí | BO-P              | 780.392    | 118.218          | 6,5      | Ciutat de Potosí                                                | Departaments de Bolívia |
| Santa Cruz | BO-S              | 2.626.697  | 370.621          | 7,1      | Santa Cruz de la Sierra                                         | Departaments de Bolívia |
| Tarija | BO-T              | 496.988    | 37.623           | 12,5     | Ciutat de Tarija                                                | Departaments de Bolívia |
| Font: Projeccions Demogràfiques 2008, Institut Nacional d'Estadística de Bolívia (INE). La densitat departamental està calculada amb la projecció de la població de 2006. |                   |            |                  |          |                                                                 |                         |

## Geografia

### Orografia

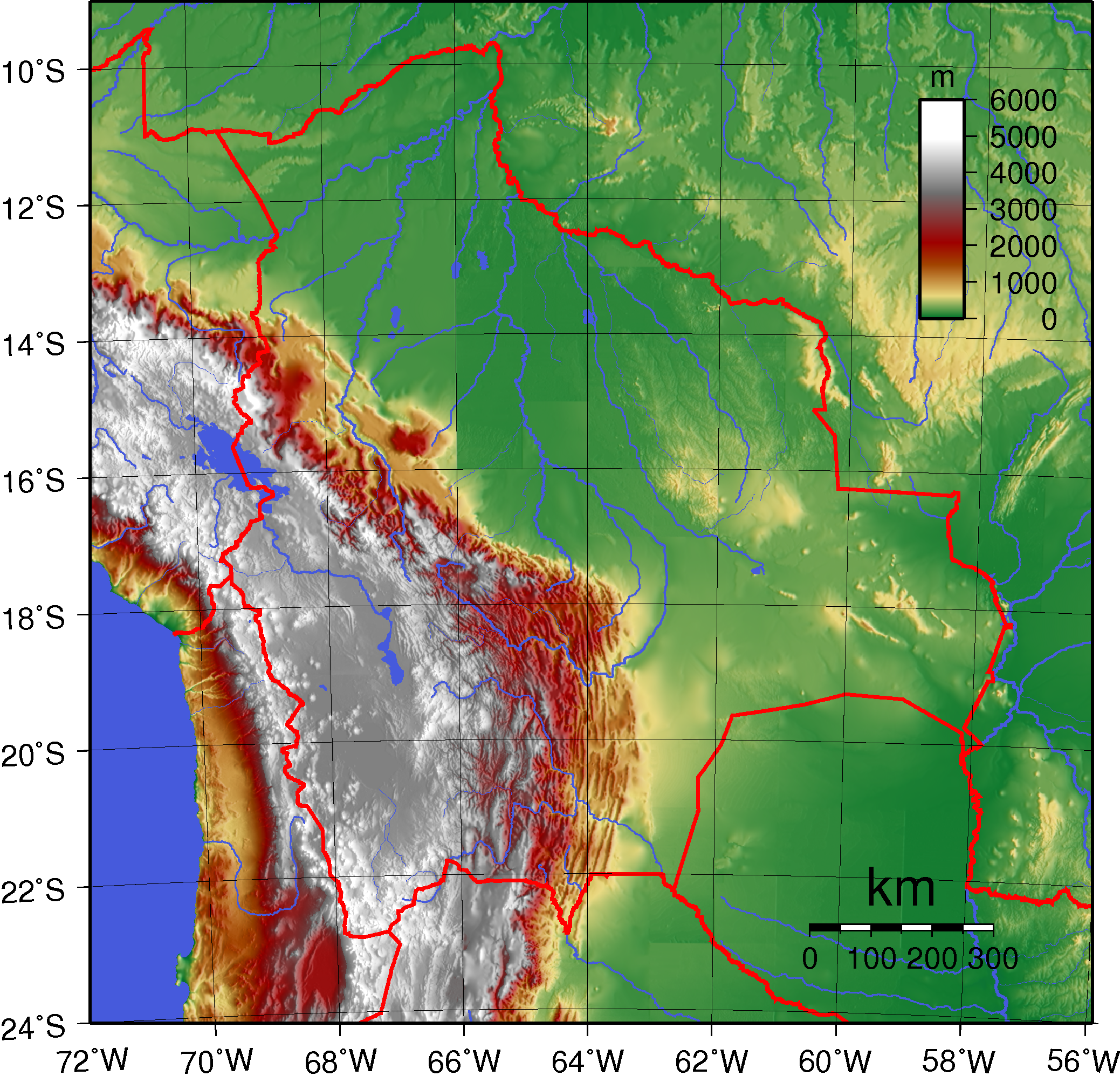
Mapa topogràfic de Bolívia on s'observen clarament les regions andina i amazònica

Bolívia està creuada de nord a sud per dues grans serralades que formen part del plegament andí. La serralada Occidental (Cordillera Occidental) separa Bolívia de Xile i està formada per muntanyes volcàniques que superen els 6.000 m d'altitud (la més alta és el Sajama, amb 6.542 m). La serralada Reial (Cordillera Real) surt del llac Titicaca, travessa el centre del país i culmina en el volcà Illimani, amb 6.490 m d'altitud; a partir d'aquí es bifurca en les serralades Central i Oriental. Entre les serralades Occidental i Central s'alça l'Altiplà, de més de 3.600 m d'altitud.
Hi ha una gran extensió de boscos, a causa de l'alta pluviositat. Aquesta regió rep el nom de yungas, al nord de la latitud de Cochabamba, i de valles, al sud. Les yungas són un espai de transició entre les serralada andina Oriental i la gran plana amazònica. Als valles la influència de l'Amazònia deixa pas a la plana del Chaco, de clima sec, que es prolonga pel Paraguai i el nord de l'Argentina. A l'est de les yungas i els valles hi ha la gran plana de l'Oriente (o dels llanos), que ocupa dos terços del país. Configura un paisatge variat amb selves tropicals al nord, sabana més cap al sud i pantans pertot arreu.

### Hidrografia
Hi ha tres sistemes fluvials: el primer està constituït pels rius més grans de Bolívia, que neixen al vessant est de la serralada Oriental; el segon sistema va des del sud de la serralada Oriental cap al Riu de la Plata, i el tercer està format pels rius de l'Altiplà, que desemboquen al llac Titicaca.
Els rius nord-orientals més importants són el Mamoré i el Beni, que a la seva confluència formen el Madeira, tributari de l'Amazones. En aquesta regió hi ha extenses inundacions en els mesos de febrer i març; és una àrea molt desconeguda i amb poca població.
El riu sud-oriental Pilcomayo va des del sud de la serralada Central fins al riu Paraguai, del sistema del Riu de la Plata. En aquesta regió hi ha llacs, estanys i pantans.
La regió de l'Altiplà, amb moltes menys pluges, forma la conca endorreica més extensa de l'Amèrica del Sud. Per una banda, hi ha el llac Titicaca, al nord. Està situat a una altitud de 3.810 m i cobreix una superfície de 8.300 km², una tercera part de la qual pertany a Bolívia i la resta al Perú.
Del Titicaca surt el riu Desaguadero, que travessa l'Altiplà de nord a sud i desemboca al segon gran llac de Bolívia, el Poopó, del qual encara surt un altre riu, el Lacajahuira, que desemboca al Salar de Coipasa.
Més cap al sud-oest, prop de Xile, hi ha el llac salat més extens del país, el Salar de Uyuni.
| Principals Elevacions, Rius i Llacs de Bolívia |               |               |            |              |               |               |               |                  |
| Nevado Sajama                                  | Nevado Sajama | Nevado Sajama | Riu Mamoré | Riu Mamoré   | Riu Mamoré    | Llac Titicaca | Llac Titicaca | Llac Titicaca    |
| Elevacions                                     | Elevacions    | Elevacions    | Rius       | Rius         | Rius          | Llacs         | Llacs         | Llacs            |
| Nombre                                         | Nom           | Elevació (m)  | Nombre     | Nom          | Longitud (km) | Nombre        | Nom           | Superfície (km²) |
| 1                                              | Sajama        | 6.542         | 1          | Mamoré       | 2.000         | 1             | Titicaca      | 3.790¹           |
| 2                                              | Illampu       | 6.485         | 2          | Riu Itonomas | 1.493         | 2             | Poopó         | 2.337            |
| 3                                              | Illimani      | 6.462         | 3          | Grande       | 1.438         | 3             | Coipasa       | 806              |
| 4                                              | Ancohuma      | 6.427         | 4          | Beni         | 1.130         | 4             | Huaytunas     | 329              |
| 5                                              | Parinacota    | 6.362         | 5          | Blanco       | 1.087         | 5             | Rogaguado     | 315              |
| 85%                                            |               |               |            |              |               |               |               |                  |
| Font: Institut Geogràfic Nacional (IGN)        |               |               |            |              |               |               |               |                  |

### Clima
Tot i que el país està situat al nord del tròpic de Capricorn, la diversitat de temperatures és extraordinària. Podem trobar des del clima equatorial del departament del Beni fins a les neus perpètues i les glaceres dels Andes passant pel clima continental extremat de l'altiplà, on les temperatures mitjanes són de 7 °C a 15 °C a l'estiu i inferiors a 0 °C a l'hivern. La mitjana de pluges de La Paz (la capital del país) és de 562 mm l'any. A les yungas i als valles les temperatures són molt més suaus (entre 16 °C i 19 °C) i la humitat i les precipitacions són molt altes. A la gran plana de l'Oriente la temperatura és molt alta tot l'any i sovint, cap al sud, bufa un vent fred que puja procedent de la Pampa argentina i que l'anomenen surazo. Parlant en termes generals, Bolívia té un clima Continental Sec, ja que l'estació seca és molt més llarga que la humida. La temperatura és alta i regular tot l'any, però les màximes es donen al final dels mesos secs.

## Economia

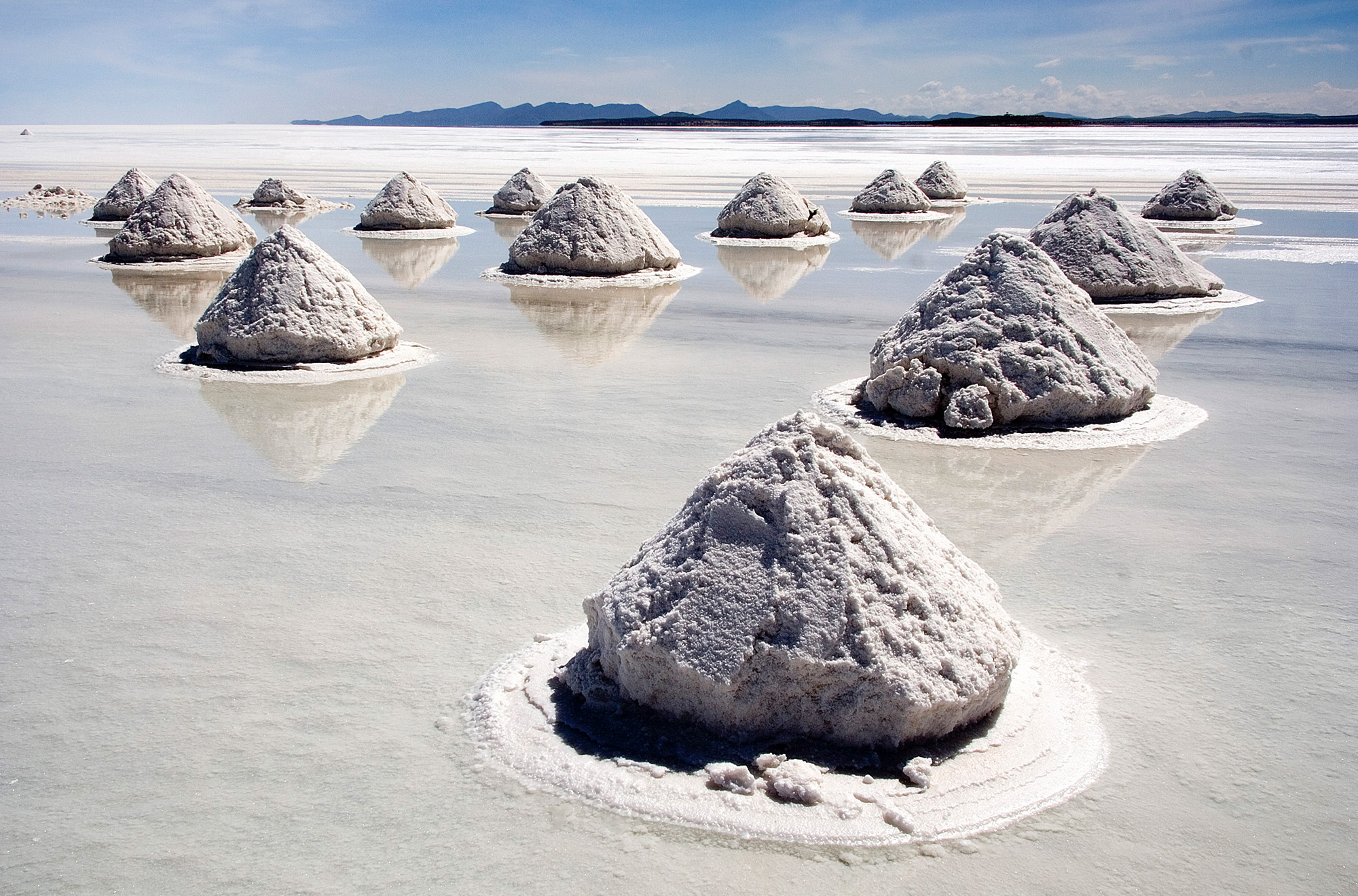
Monticles de sal al Salar de Uyuni.

El producte interior brut (PIB) bolivià del 2002 fou de 7.900 milions de dòlars estatunidencs. El creixement econòmic és d'un 2,5% anual i la inflació fou entre el 3% i el 4% el 2002 (el 2001 va estar per sota de l'1%).
Composició per sectors: primari (24%), secundari (27%), terciari (49%).

### Sector primari
L'agricultura ocupa el 45,5% de la població activa. Una bona part de la producció es destina a l'autoconsum, tot i que en alguns departaments hi ha grans explotacions agrícoles i ramaderes.
Els principals productes agrícoles són la fulla de coca, el blat de moro, les patates, el blat, l'arròs, l'ordi, la soja, la canya de sucre i el cafè. A l'Altiplà s'hi cultiva la quinoa, un cereal autòcton que ja cultivaven els inques. A les yungas, a part de la coca, s'h conreen tota mena de fruites tropicals i subtropicals. Als valles es produeixen cereals, alfals, préssecs, raïm i verdures.
La ramaderia consta de llames i alpaques a l'Altiplà, d'ovins i bovins als valles i de bovins en grans ranxos en algun departament. La pesca té una certa importància al llac Titicaca i en alguns grans rius orientals. També hi ha certa producció forestal.

### Indústria

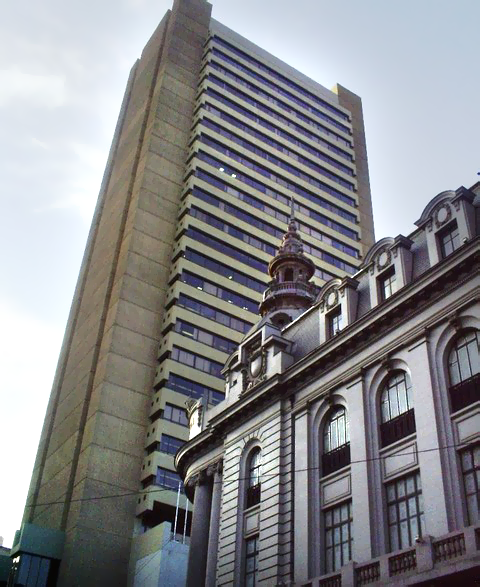
Banc Central de Bolívia

La indústria està poc desenvolupada i es limita a la transformació de minerals, les refineries de petroli, les indústries derivades de l'agricultura i altres indústries alimentàries o tèxtils. Ocupa només el 10% de la població activa.
El contraban de mercaderies brasileres, argentines i nord-americanes va ser molt important durant els anys de la inflació, així doncs, no és estrany que la població industrial disminueixi cada cop més.
Les activitats econòmiques més importants de Bolívia [28] són la mineria (Sant Cristòfol) i l'extracció de gas natural i petroli (YPFB), ambdues pertanyents al sector primari. Dins el sector secundari, es destaquen per vendes les indústries de cervesa (CBN), lactis (Pil Andina), oleaginoses (Gravetal), ciment (SOBOCE) i tèxtils (AMETEX). En el sector terciari es destaquen les empreses de telecomunicacions (Entel i Nuevatel).
Entre el 2000 i el 2008, el PIB de Bolívia ha crescut a una mitjana de 3,7%, situant-se el darrer any en 5,8% [29]. No obstant això, el seu PIB per capita és un dels més baixos de la regió amb 4.330 $ (ja 117 ° a nivell mundial). Les cinc activitats amb més creixement són les de producció de minerals metàl·lics i no metàl·lics (63%), construcció (9%), petroli cru i gas natural (7%), establiments financers (6%) i indústria manufacturera (5%).
Els metalls més valuosos extrets a occident són l'estany (4 º productor mundial), plata (11è productor mundial), coure, tungstè, antimoni i zinc. A l'orient, s'extreuen ferro, or, manganès i gemmes com la bolivianita i la ayoreita. Els principals jaciments miners són San Cristóbal (mina de plata de cel obert més gran del món), el Mutún [30] (7 ° jaciment de ferro i manganès del món) i el Salar d'Uyuni (major reserva de potassi i liti del món).

## Geografia humana

### Demografia

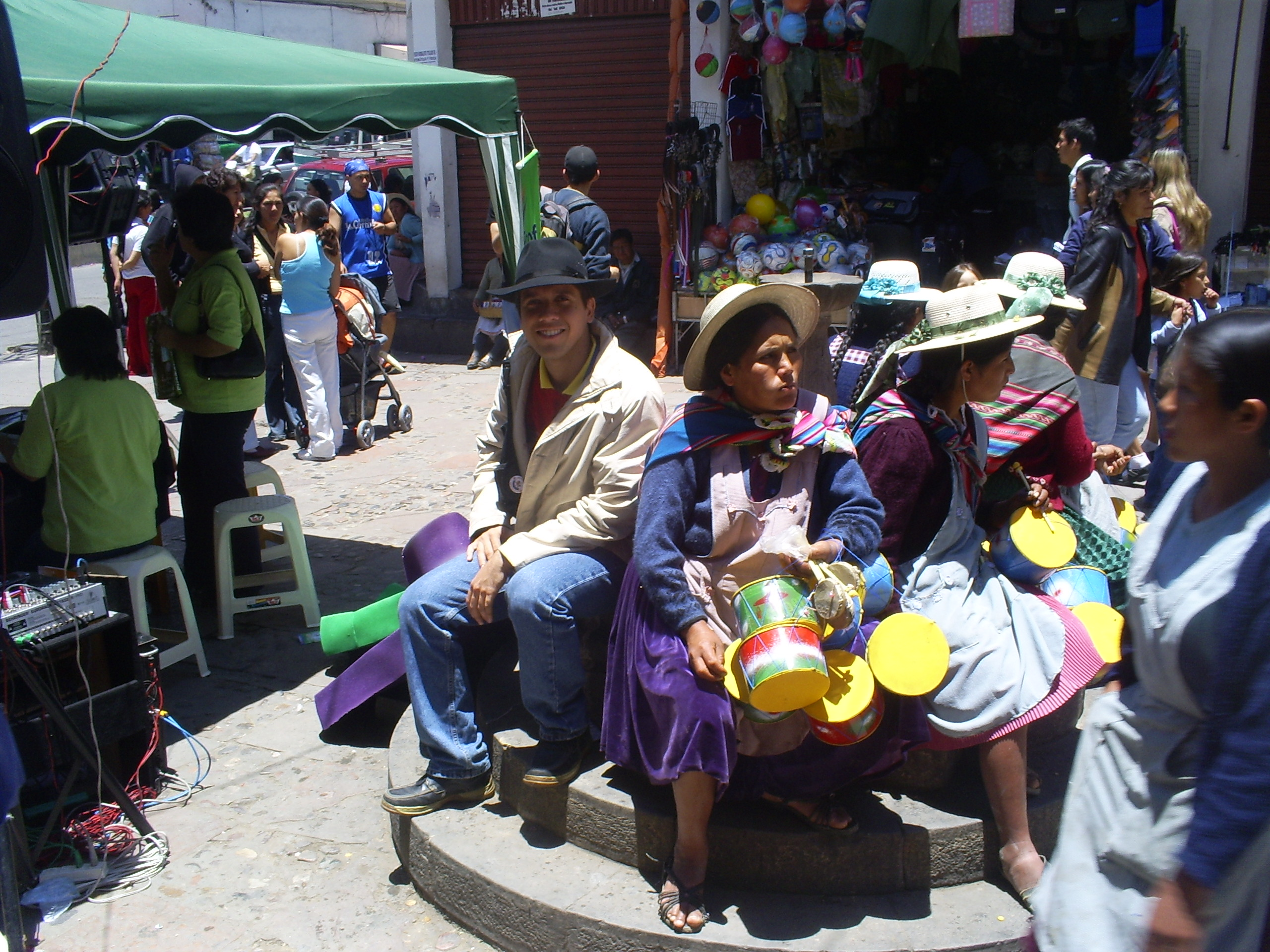
Persones en un barri cèntric de La Paz.

La distribució ètnica de Bolívia és 32% quítxua, 30% aimara, 25% mestís, i 12% europeu o caucàsic. Els grups amerindis principals són els quítxues (2,5 milions), els aimares (2 milions), els txiquitans (180.000) i guaranís (125.000). Hi ha minories de descenents d'immigrants d'Alemanya, Itàlia, Espanya i de l'Orient Mitjà. La població afro-boliviana és de l'1%.
La capital administrativa, seu del govern, és La Paz, amb 800.000 habitants i més d'un milió i mig a l'aglomeració urbana; la constitucional, seu del Tribunal Suprem, és Sucre, amb 200.000 habitants. Altres ciutats importants són Santa Cruz de la Sierra, amb més d'un milió d'habitants; Cochabamba, amb 800.000; Oruro, amb més de 200.000, i Potosí i Tarija amb més de 100.000.
La religió predominant és el catolicisme (75%), amb una important minoria de protestants (16,3%). La població creix a un ritme anual del 2,8% i l'índex d'alfabetització és del 74,2%.
| Ciutats més poblades de Bolívia |             |                 |            |
| Santa Cruz de la Sierra         |             | Cochabamba      |            |
| Santa Cruz de la Sierra (1r)    | La Paz (3r) | Cochabamba (4t) | Oruro (6è) |

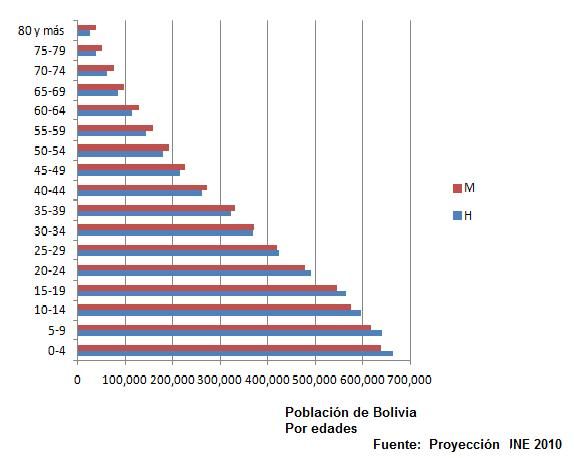
Piràmid de població de Bolívia el 2010

Segons l'Institut Nacional d'Estadística de Bolívia, els habitants empadronats en l'últim cens de l'any 2001 eren 8.274.325 habitants, dels quals 4.123.850 són homes i 4.150.475 són dones, però en l'actualitat arriben als aproximadament 10.125.522 habitants (2010).
Durant els darrers cinquanta anys la població boliviana s'ha triplicat aconseguint la taxa anual de creixement de 2,25%. L'increment de la població durant els períodes intercensals 1950 - 1976 i 1976 - 1992. La taxa anual de creixement per al primer període intercensal va ser de 2,05% entre 1976-1992, mentre que el creixement a l'últim cens de 2001 va arribar a 2,74% anual.
El 62,43% dels bolivians viu en zones urbanes i la resta 37,57% en zones rurals. La major part de la població del país es concentra en els departament de La Paz, Santa Cruz i Cochabamba, els quals reuneixen més del 70% de la població boliviana. A la regió de l'altiplà, els departaments de La Paz i Potosí concentren la major proporció de població. A les valls els departaments de Cochabamba i Chuquisaca tenen la major proporció de població i als plans això ocorre amb els departaments de Santa Cruz i El Beni. Nacionalment, la densitat poblacional és de 8,49, amb variacions entre els 0,8 a Pando i 26,2 a Cochabamba. Amb el creixement poblacional la densitat també ha anat creixent en cada període.
La concentració més gran de població es presenta a l'anomenat "eix central" del país i a l'àrea dels plans. Bolívia es caracteritza per tenir una població jove. Segons el cens del 2001, el 54% dels habitants té entre 15 i 59 anys, el 39% té menys de 15 anys i d'ells la tercera part són menors de 5 anys. Gairebé el 60% de la població és menor a 25 anys, els adolescents (10-20 anys) representen el 23% i les dones en edat fèrtil (15-49 anys) són gairebé la meitat del total de dones al país.

### Educació
La població escolar inicial boliviana és d'aproximadament 200.000 habitants en el període 2005. Al sector primari, hi ha una població escolar d'1.600.000 aproximadament per al mateix període mentre que els joves escolaritzats en nivell secundari arriben als 400.000 habitants.
La cobertura del sistema educatiu arriba a prop del 85% de la població i la majoria es troba en establiments fiscals, uns 2.100.000 habitants, demostrant que la demanda per serveis públics en el camp educatiu és molt gran.
La permanència de la població escolaritzable (6 a 19), mostra que el 92% de la població que va declarar tenir nivell bàsic continua estudiant i representen el 65% dels assistents.
En analitzar les raons d'inassistència de la població escolaritzable per sexe, es conclou que les dones són les que menys assisteixen al sistema escolar amb relació a la població masculina. La principal raó per no assistir tant de nens com de nenes és la necessitat de treballar. A l'àrea rural, la inexistència d'oferta educativa pertinent és motiu d'inassistència. Per exemple, l'escassetat d'escoles amb més de tercer grau de primària. L'absència de secundària a l'àrea rural és particularment notòria i, per tant, motiu pel qual qui no pot migrar a zones urbanes per assistir a secundària, abandona el sistema escolar.
El 96% de la població està alfabetitzada. Bolívia és un dels països d'Amèrica Llatina amb menys illetrats. Els programes d'alfabetització del govern bolivià durant els últims anys van millorar aquest indicador.
El 12 de desembre de 2008, el govern nacional va anunciar la culminació d'un programa d'alfabetització pel qual des de 2006 es van alfabetitzar 820.000 persones a tot el país, majoritàriament pagesos i indígenes.
L'organització educativa està constituïda per nivells i modalitats d'acord amb les bases, fins i objectius de l'educació. Aquesta organització té com a fonament el desenvolupament biopsicosocial dels alumnes i les característiques de cada regió del país.
Els nivells del sistema educatiu són graduals, seguint el mateix procés educatiu, amb objectius propis i en funció dels diferents estats de desenvolupament dels alumnes.
Hi ha un debat sobre l'anomenada llei «Avelino Sinani», que reformaria de gran manera el sistema educatiu nacional i que enfronta diversos grups d'oposició, entre ells els mateixos mestres que es queixen que no van ser consultats per l'elaboració d'aquesta norma educativa.
Hi ha també els administradors de la universitat, que són cridats a canviar la seva forma d'ensenyament i preparació dels professionals. Hi ha una contradicció en analitzar-se a les estadístiques, un desequilibri entre els estudiants que entren i els titulats al final dels 5 anys d'estudi.

### Religió

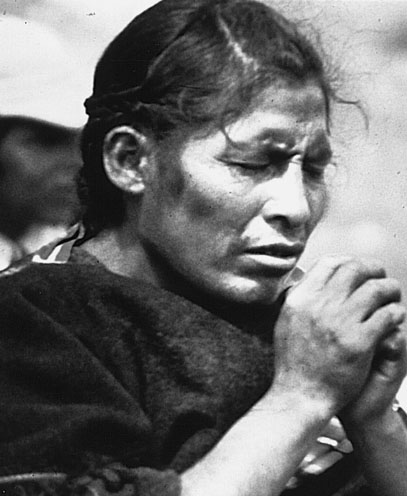
Una dona aimara resant.

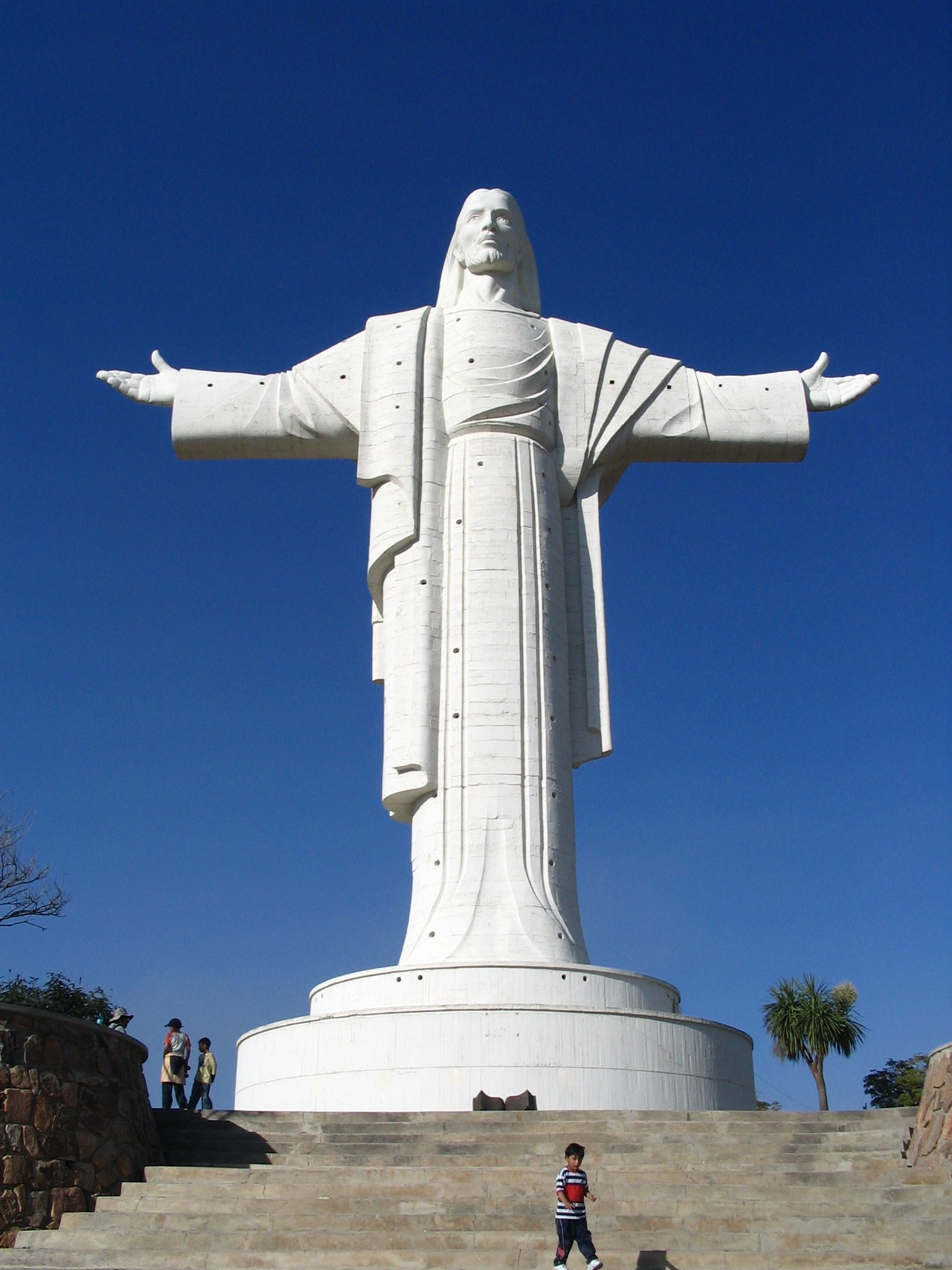
Crist de la Concòrdia a Cochabamba, un símbol de la influència catòlica a Bolívia

Tot i que la majoria dels bolivians són catòlics, alguns grups protestants i de cult religiós inca creixen ràpidament. Segons una enquesta duta a terme el 2001 per l'Institut Nacional d'Estadística de Bolívia, el 78% de la població és catòlica romana, el 16% és protestant i el 3% segueix altres religions de contingut cristià. D'acord amb un estudi d'adherents.com, el 3,25% dels bolivians practica la fe bahà'í, la proporció més gran del subcontinent sud-americà. L'islam és practicat pels descendents dels àrabs i per alguns locals conversos, representant una petita minoria de poc més de 2.000 persones. També hi ha una petita comunitat jueva que és majoritàriament d'origen asquenazita. L'estat bolivià no té religió oficial.
Hi ha colònies de mennonites al departament de Santa Cruz. Molts bolivians aborígens practiquen una barreja de la fe cristiana amb elements propis de la seva cultura precolombina.

### Llengües

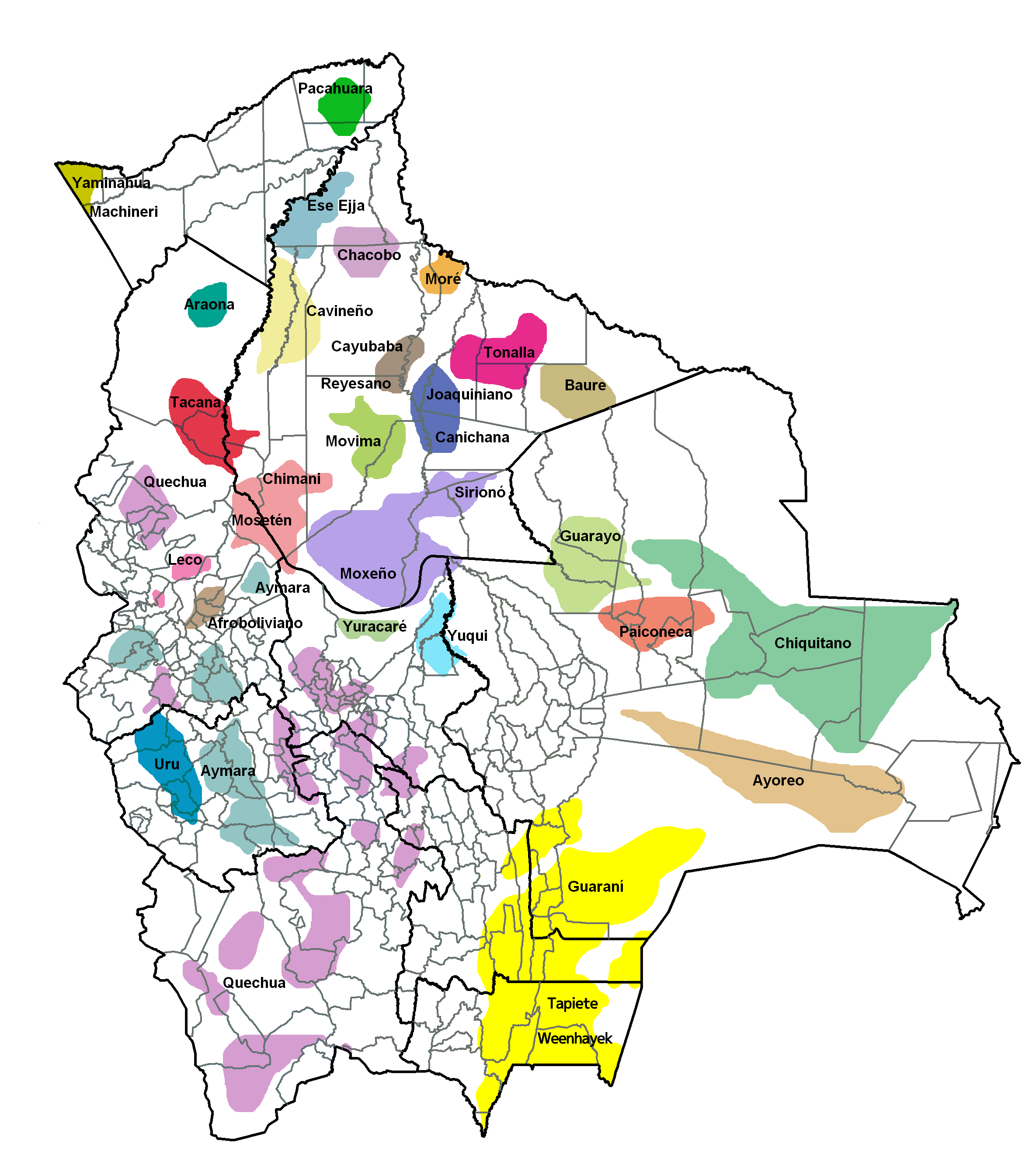
Distribució geogràfica de les llengües natives de Bolívia

Bolívia té una rica varietat lingüística producte de la seva condició multicultural.
La Constitució política de l'estat bolivià reconeix 37 idiomes oficials, incloent-hi a més del castellà tots els idiomes de les nacions indígenes originàries de Bolívia.
| «                                                                        | Són idiomes oficials de l'estat el castellà i tots els idiomes de les nacions i pobles indígenes originaris camperols, que són: aimara, araona, baure, bésiro, canichana, cavineño, cayubaba, chácobo, chimán, ese ejja, guaraní, guarasuawe, guarayu, itonama, leco, machajuyai-kallawaya, machineri, maropa, mojeño-trinitario, mojeño-ignaciano, moré, mosetén, movima, pacawara, puquina, quítxua, sirionó, tacana, tapiete, toromona, uruchipaya, weenhayek, yaminawa, yuki, yuracaré i zamuco. | » |
| — Paràgraf I, Article 5 de la Constitució Política de l'Estat de Bolívia | |   |

El castellà és l'idioma oficial més parlat en tot el país segons el cens del 2001, per un 88,4% dels habitants com a llengua materna o segona llengua en algunes poblacions indígenes. Els documents legals i oficials de l'estat, incloent-hi la Constitució Política, les principals institucions privades i públiques, els mitjans de comunicació i les activitats comercials utilitzen aquest idioma. Tanmateix, els funcionaris públics han de parlar al costat del castellà almenys una llengua indígena.
Ordenades per nombre de parlants, les principals llengües indígenes són:
- Quítxua (28% de la població, cens 2001): Va ser la llengua d'ofici de l'Imperi Inca. És parlat principalment als departaments de Cochabamba, Chuquisaca i Potosí.
- Aimara (18% de la població, cens 2001): Llengua d'origen anterior a la civilització inca. Parlat principalment als departaments de La Paz i d'Oruro.
- Guaraní (1% de la població, cens 2001): És parlat al departament de Santa Cruz i a la regió de Gran Chaco.
- Altres (4% de la població, cens 2001): moxeño al departament de Beni.

Pel que fa a les llengües estrangeres, són més freqüents l'anglès i el portuguès o la seva barreja amb el castellà anomenada portunyol.

## Cultura i oci
La cultura boliviana contemporània és el resultat de la fusió de les cultures incaica i hispànica que ha sabut preservar les tradicions dels seus ancestres en les vestimentes, la llengua i l'estil de vida.
A Bolívia existeixen al voltant de 40 grups ètnics, que en molts casos conserven les seves tradicions, cultures i llengües. Bolívia presenta en totes les seves variants culturals una enorme influència indígena.

### Patrimoni cultural
El patrimoni cultural de Bolívia està constituït per tots els béns culturals intangibles i tangibles, tant mobles com immobles, trobats o produïts al territori bolivià, com a producte individual o col·lectiu, que com a testimoni de creació humana material o immaterial artística, científica, arqueològica, urbanística, documental o tècnica que siguin susceptibles d'una declaració d'aquest caràcter.
L'estat bolivià reconeix la conformació pluricultural, multiètnica i plurilingüe de la nació, i celebra els principis de la interculturalitat, interinstitucionalitat i participació social com pilars de la conservació integrada del patrimoni cultural de Bolívia.
L'estat té com una de les seves més altes funcions, la protecció amb equitat del patrimoni tangible i intangible de totes les cultures que es desenvolupen en territori nacional i que conformen el Patrimoni Cultural de Bolívia, i promou el reconeixement, rescat, recreació, preservació, conservació integrada, accés i difusió del patrimoni cultural com un dret de tots els habitants del país.
Bolívia abasta una enorme riquesa històrica i cultural, la qual s'expressa en una universalment elogiada importància turística per als amants de la natura, l'antropologia, l'arqueologia i la paleontologia.
| Patrimonis de la Humanitat de la UNESCO de Bolívia |                                                    |                                                  |                    |                     |
| Imatge                                             | Nom                                                | Ubicació                                         | Any de Proclamació | Tipus               |
| Casa de la Moneda de Potosí (Bolivia)              | Ciutat de Potosí                                   | Departament de Potosí                            | 1987               | Cultural            |
| Missions jesuítiques de Chiquitos                  | Missions jesuítiques de Chiquitos                  | San José de Chiquitos, Departament de Santa Cruz | 1990               | Cultural            |
| Ciutat Històrica de Sucre                          | Ciutat Històrica de Sucre                          | Departament de Chuquisaca                        | 1991               | Cultural            |
| Fort de Samaipata                                  | Fort de Samaipata                                  | Samaipata, Departament de Santa Cruz             | 1998               | Cultural            |
| Centre Espiritual i Polític de la Cultura Tiwanacu | Centre Espiritual i Polític de la Cultura Tiwanacu | Tiwanaku, Departament de La Paz                  | 2000               | Cultural            |
| Parc Nacional Noel Kempff Mercado                  | Parc Nacional Noel Kempff Mercado                  | Província Velasco, Departament de Santa Cruz     | 2000               | Natural             |
| Carnestoltes d'Oruro                               | Carnestoltes d'Oruro                               | Oruro, Departament d'Oruro                       | 2008               | Cultural Immaterial |
| Cosmovisió Andina dels Kallawayas                  | Cosmovisió Andina dels Kallawayas                  | Charazani, Departament de La Paz                 | 2008               | Cultural Immaterial |

### Arqueologia i paleontologia

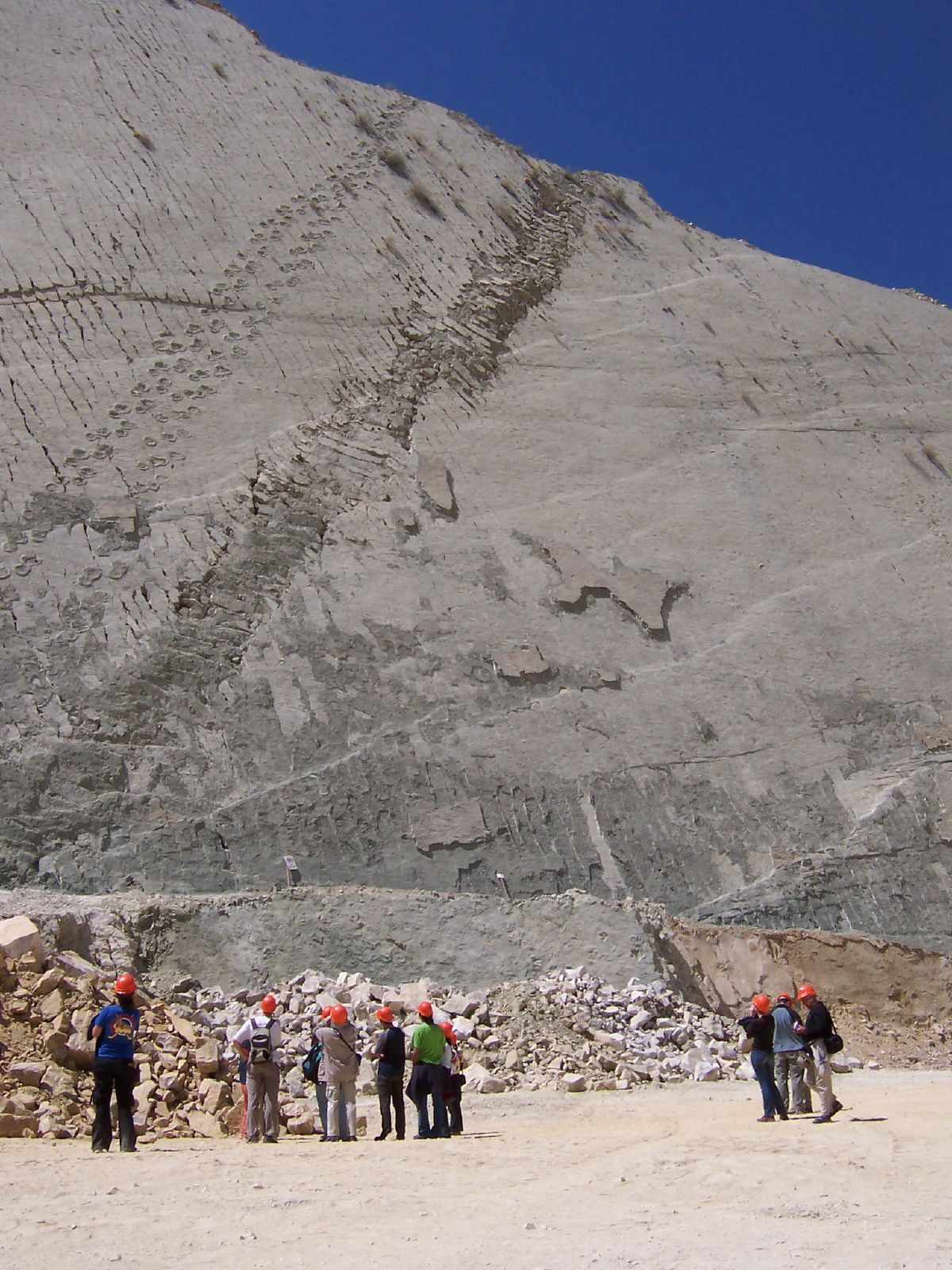
Cal Orko, jaciment paleontològic amb el dipòsit de petjades de dinosaure més gran del món.

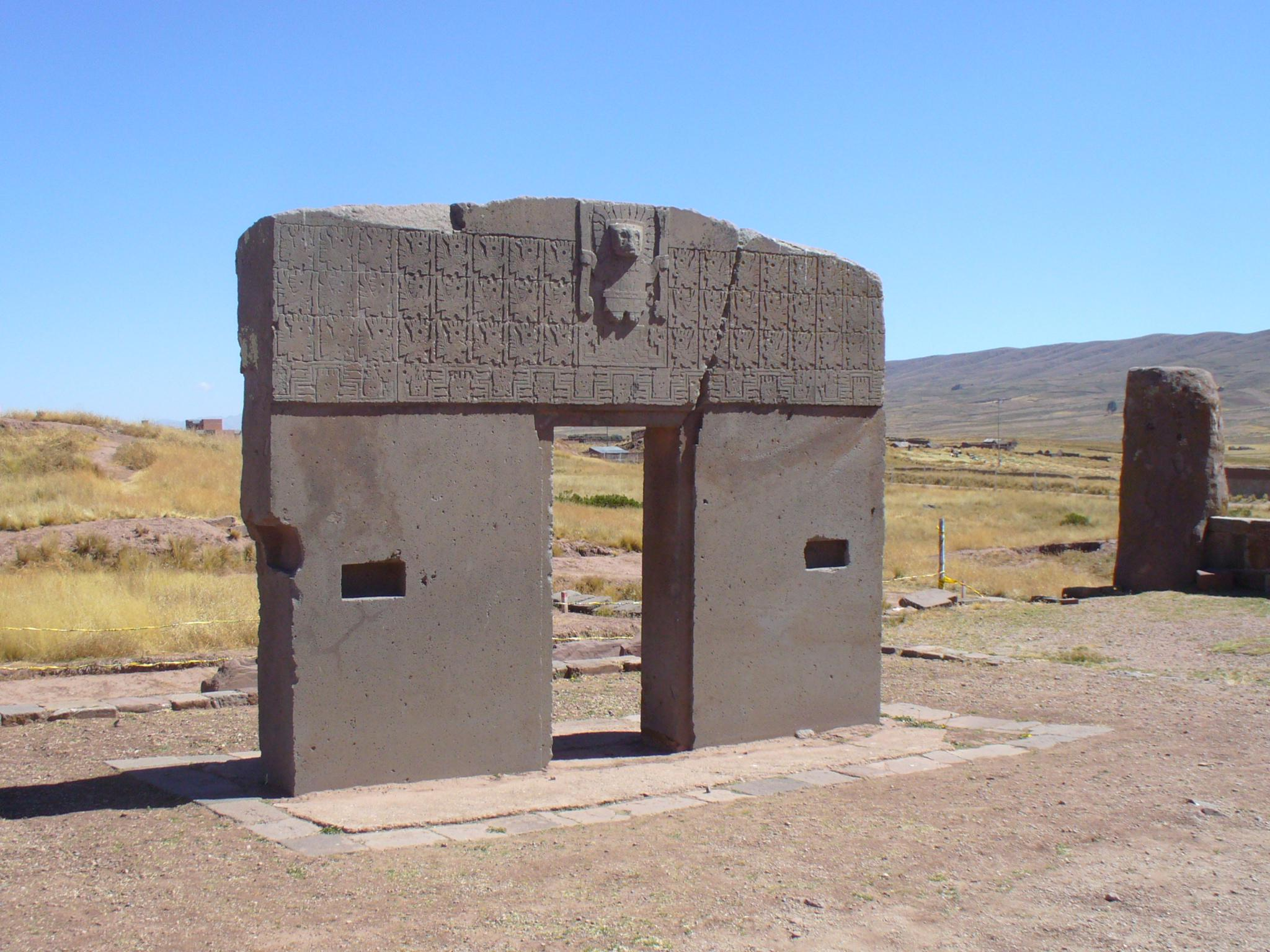
Porta del Sol, jaciment arqueològic de la cultura tiwanaku.

A Bolívia es poden trobar al voltant de 35.000 jaciments arqueològics. Molts dels més conservats, per raons climàtiques (deserts i àrees molt seques) o pel tipus de materials usats (pedra), es troben als Andes, pertanyents a cultures preincaiques i Inca. No obstant això, al sector oriental tropical del país (els 2/3 del territori de Bolívia) són incomptables els jaciments arqueològics, amb pintures rupestres, restes de ceràmiques i els vestigis de les grans obres hidràuliques prehispàniques en els plans de moxos i baures.
La zona arqueològica més important del país són les ruïnes de Tiwanaku, on es troba la Porta del Sol, amb els seus monuments d'observació astronòmica i les seves tècniques de cultiu, els quals denoten un avançat grau de coneixement, no només del seu medi ambient sinó de les lleis de l'Univers.
L'orient tropical bolivià va ser el centre d'una important civilització precolombina, coneguda com a «Cultura Hidráulica de las Lomas». Des de més o menys 4.000 anys aC (probablement abans: la dada està basada en les ceràmiques datades) fins al segle xiii dC, la regió va ser assentament d'importants grups humans organitzats en societats pre-estatals (en alguns casos molt centralitzats), definits com a «cacicazgos», potentats locals. El sistema es basava, ambientalment i econòmicament, sobre l'ús de característiques ambientals específiques (ús de plantes aquàtiques com a fertilitzants i gegantins sistemes de pesca) i en la construcció de grans obres hidràuliques que permetien la connexió entre els diversos nuclis humans en qualsevol estació, els cultius també en l'època d'inundacions (per això la creació de camps de cultiu elevats visibles encara avui dia des de l'aire), de terraplens, dics, canals i llacunes amb funció viària i de pesca.

### Literatura

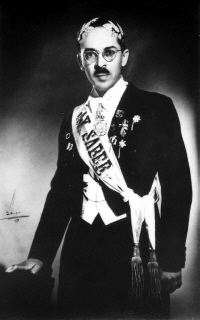
Javier del Granado

Els pobles de Bolívia compten amb una rica tradició oral, manifestada en mites, llegendes, contes, etc. La població boliviana, composta majoritàriament per indígenes i mestissos, ha enriquit la literatura nacional amb diversos matisos, criolls o d'altra índole, per convertir-la en el qual apreciem en l'actualitat: una literatura molt rica, oriünda de les terres baixes (Amazònia), de les valls i dels Andes bolivians. La constant agitació política que ha viscut Bolívia al llarg de la seva història (revolucions, cops d'estat, dictadures, guerres civils, guerres amb països veïns) ha perjudicat el desenvolupament intel·lectual del país. Molts talents van haver d'emigrar o van ser ofegats per la convulsió interna. No obstant això, durant els últims anys la literatura de Bolívia es troba en un procés de creixement, afegint-se als noms canònics com Adela Zamudio, Javier del Granado, Abel Alarcón i Franz Tamayo, altres d'autors recents.

### Música

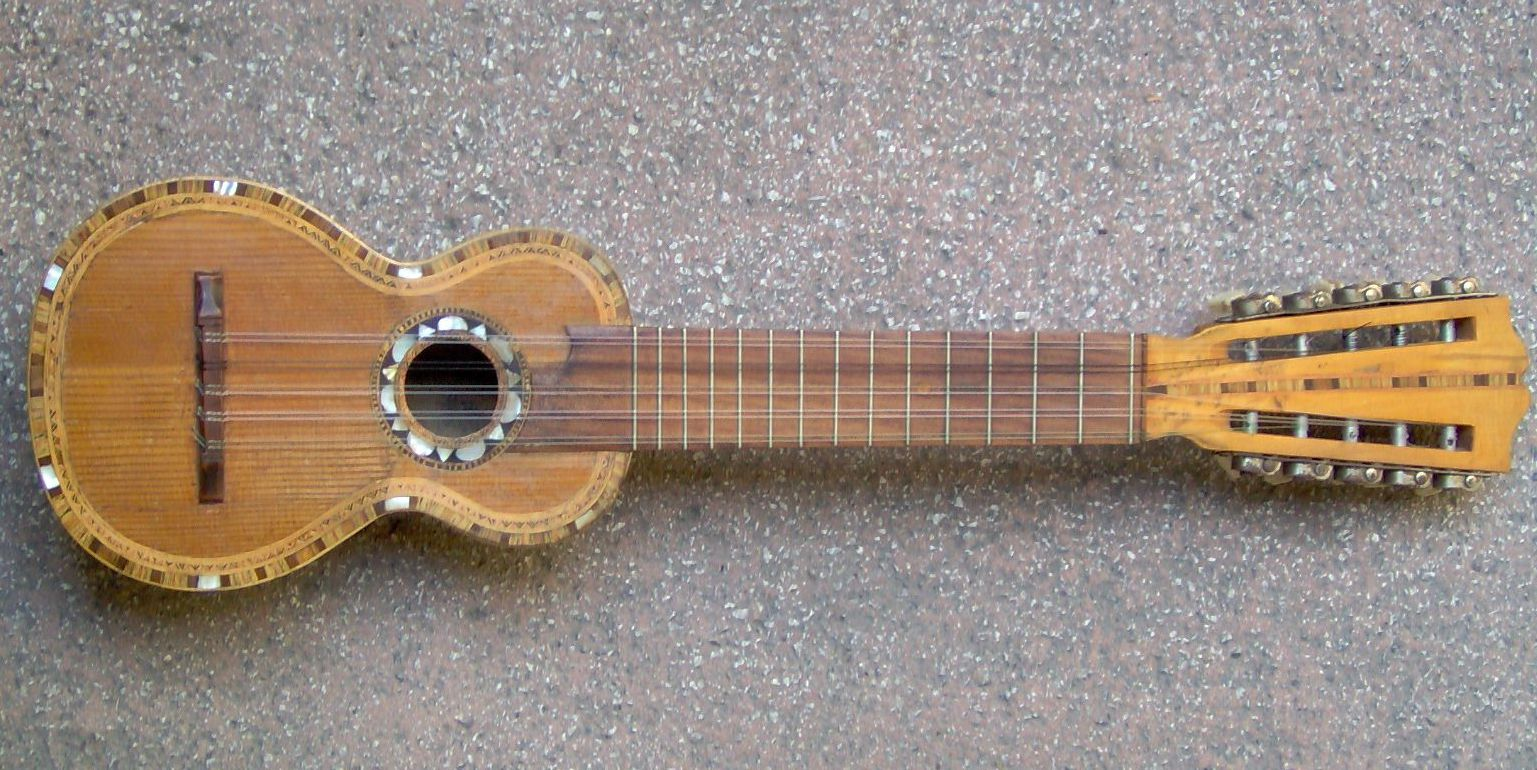
Un charango, l'instrument musical oficial de Bolívia

Dones aimara amb un siku i una caixa.

La música popular folclòrica boliviana ha patit poques transformacions a causa de l'aïllament geogràfic del país. Encara s'utilitzen instruments prehispànics, com les variants del siku o de la quena. Algunes de les músiques típiques de les regions orientals amazòniques i del Chaco i andina bolivianes són el carnavalito, el taquirari, la chovena, el kaluyo, huayno, etc. Nombroses i molt variades són les danses típiques tant pel que fa a les àrees orientals tropicals com a les àrees andines.
Encara que les tradicions musicals dels Andes han evolucionat a partir d'una sèrie d'influències preincaiques, inques, espanyoles, amazòniques i fins i tot africanes, cada regió de Bolívia ha desenvolupat tradicions musicals característiques, així com danses i instruments. El so de la música andina, des del fred altiplà, és adequadament persistent, mentre que el de la més càlida Tarija, amb el seu complement d'estranys instruments musicals, ofereix uns tons més vibrants i plens de colorit. Encara que la música original andina va ser exclusivament instrumental, les tendències cap a la popularització de magnífiques melodies han inspirat l'afegit d'inques apropiadament tràgiques, agredolços o taciturnes.
A l'extrem oriental de les terres baixes del nord de Bolívia, la influència jesuïta sobre el talent musical chiquitano, moxo i guaraní ha deixat un llegat singular que encara es posa de manifest i que es manté particularment fort en les tradicions musicals de la veïna Paraguai. A més de les aventures econòmiques, els jesuïtes van estimular l'educació i la difusió de la cultura de l'època entre les tribus. Artistes i músics extremadament capaços, els indis van crear instruments musicals d'artesania (els famosos violins i arpes que es fabriquen actualment al Chaco), i van aprendre i a interpretar la música barroca italiana, incloent-hi la mateixa òpera. A Bolívia, als espectacles de música popular se'ls coneix com a penyes i funcionen en la majoria de les grans ciutats, tant per als vilatans com per als turistes.

### Gastronomia

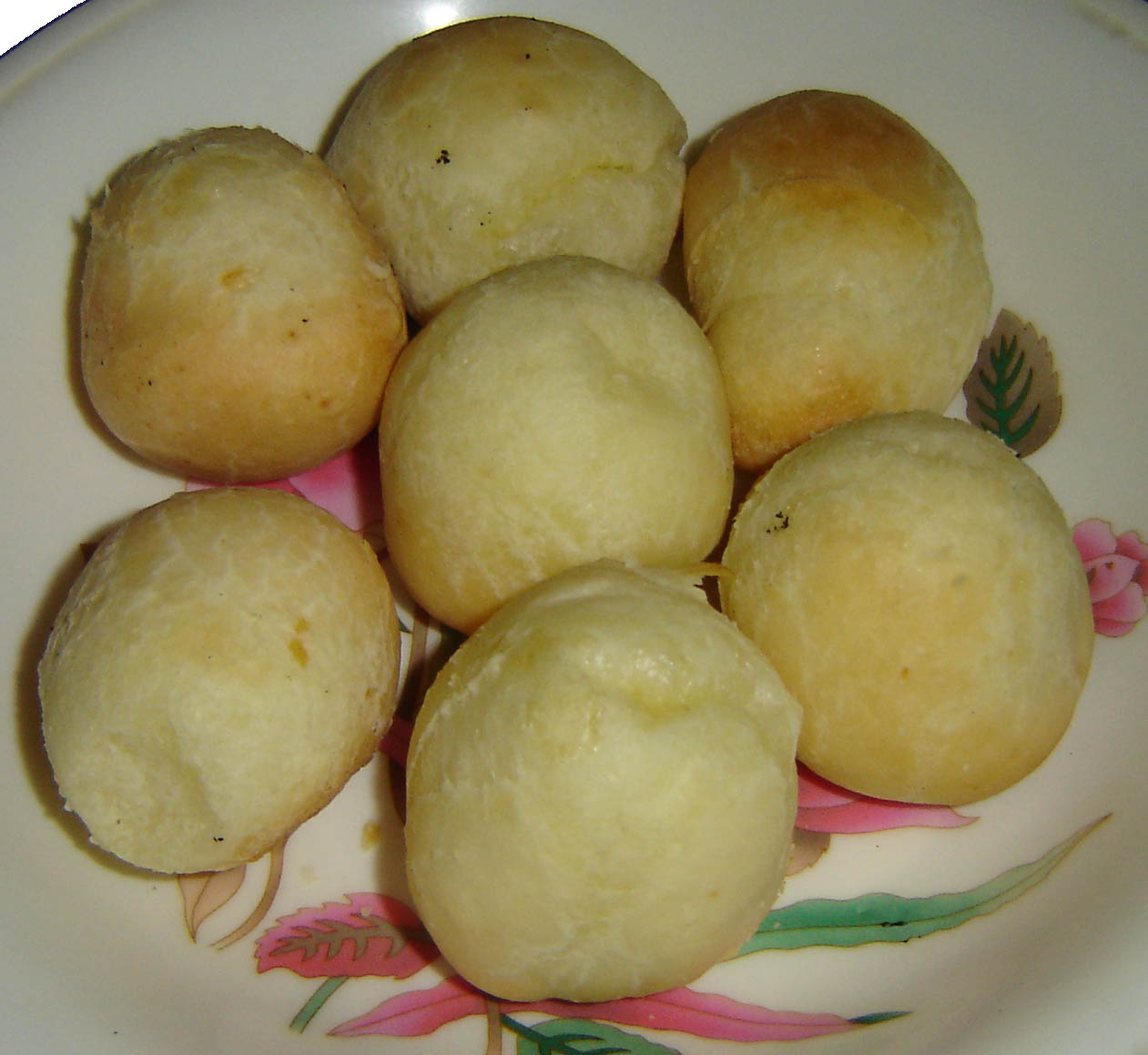
Cuñapé, un tipus de pa de iuca farcit de formatge

La gastronomia boliviana té nombrosos elements comuns amb la gastronomia dels països veïns, especialment el consum de productes considerats típicament regionals. No obstant això, a causa de la varietat de zones climàtiques, la cuina boliviana és molt rica i diferenciada segons la tradició culinària de cada regió.
La gastronomia boliviana té unes profundes arrels ètniques, europees i àrabs, i transformades pel mestissatge i els diferents moments històrics que el país ha experimentat, la gastronomia boliviana ha sumat plats, diferents mescles i preparats a una llarga llista que abasten totes les varietats del menjar bolivià.
En els plats de la zona de l'altiplà bolivià abunden les fècules i hidrats de carboni, com ara la patata, ingredient que sol acompanyar la majoria dels plats, especialment les patates deshidratades conegudes com a chuño o ch'uñu. També destaca el chairo, un brou de be o ovella amb patates, chuño i verdures. Té la particularitat de no tenir carn, consta d'una porció de faves cuites, una rodanxa de formatge crioll fregit, una patata, un blat de moro cuit i abundant salsa anomenada llajwa.

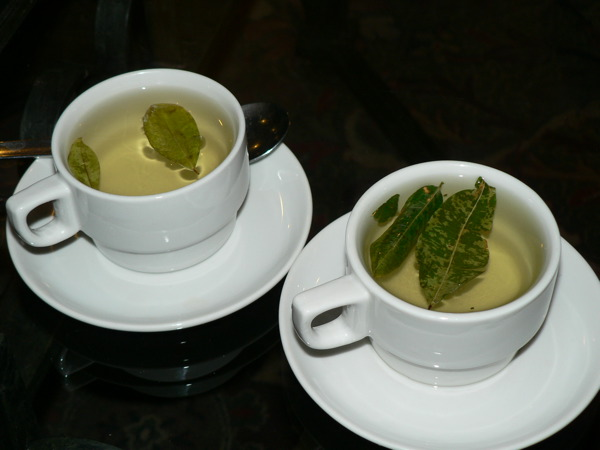
Mate de coca, infusió tradicional de la cultura andina.

A les valls subandines bolivianes es produeix una gran varietat de fruites i vegetals, grans i llegums. No obstant això, el producte més important és el blat de moro, del qual existeixen moltes varietats, com el Kulli o blat de moro morat, el ch'uspillu o el willkaparu.
Entre els plats típics de les valls centrals hi ha la sajta, el pollastre servit en una salsa de pebrots picants; el pacumutu, filets de carn bovina; la salteña, el sillp'anchu, carn amb ou per sobre; el pique macho, carn picada amb cebes, el fals conill, el tranca-pit, els anticuchos i les empanades de carn. Entre els plats típics de les províncies al departament de Cochabamba hi ha el Uchuku (sopa d'all acompanyada de farcit de patata amb formatge de cabra, arròs, ou, chuño, carn de pollastre i ànec, patata, llengua de vedella i el frit de "chilijchi"); plat de la regió d'Aiquile.

### Esport
El futbol és l'esport més popular de Bolívia. Es va practicar per primera vegada el 1886 a Oruro, amb el Club Oruro Royal Club. Ordenats per títols de lliga obtinguts, destaquen els següents equips: Club Bolívar (La Paz), The Strongest (La Paz), Club Jorge Wilstermann (Cochabamba), Blooming (Santa Cruz), Oriente Petrolero (Santa Cruz), San José (Oruro), Real Potosí (Potosí), Universitario (Sucre) i Aurora (Cochabamba). Bolívia va guanyar la Copa Amèrica 1963 i va participar en tres campionats mundials de futbol: Uruguai 1930, Brasil 1950 i Estats Units 1994.

### Festes
| Data           | Festa                                     | Notes                  |
| -------------- | ----------------------------------------- | ---------------------- |
| 1 de gener     | Any Nou                                   | Es suspenen activitats |
| 22 de gener    | Dia de l'Estat Plurinacional              | Es suspenen activitats |
| febrer-març    | Carnaval                                  | Dos dies no laborables |
| 19 de març     | Dia del pare                              | Laborable              |
| 23 de març     | Dia de la Reivindicació Marítima          | Laborable              |
| 12 d'abril     | Dia dels nens                             | Laborable              |
| març-abril     | Setmana Santa                             | Dos dies no laborables |
| 1 de maig      | Dia del Treballador                       | No laborable           |
| 27 de maig     | Dia de la mare                            | Laborable              |
| juny           | Corpus Christi                            | Un dia                 |
| 21 de juny     | Any Nou Aimara                            | No laborable           |
| 6 d'agost      | Declaració de la independència de Bolívia | Aniversari patri       |
| 17 d'agost     | Dia de la Bandera                         | Laborable              |
| 2 de novembre  | Tots Sants                                | No laborable           |
| 25 de desembre | Nadal                                     | No laborable           |